# Siraya (dialect)
Siraya is een dialect van het Siraya, een Zuidwest-taal gesproken in het zuidwesten van Taiwan. Het dialect is genoemd naar de "substam" van de Siraya-stam die het Siraya spreekt. Het Siraya is uitgestorven.

## Classificatie
- Austronesische talen
  - Oost-Formosaanse talen
    - Zuidwest-talen
      - Siraya
        - Siraya

Lamai · Makatao · Pangsoia-Dolatok · Siraya · Taivoaans